# 서울 개운사 감로도
서울 개운사 감로도(서울 開運寺 甘露圖)는 대한민국 서울특별시 성북구 개운사에 있는 조선시대의 감로도이다. 2006년 7월 6일 서울특별시의 유형문화재 제212호로 지정되었다.

## 개요
이 감로도는 1883년에 30여 명에 달하는 많은 상궁들의 시주에 의해 제작된 불화로서 대허 체훈(大虛 軆訓)과 천기(天機), 수일(守一), 태삼(台三) 등이 그린 것이다. 현재는 개운사 대웅전 향좌측벽에 봉안되어 있는데, 가로로 긴 화면의 상단에는 칠여래가 합장을 한 채 나란히 서 있으며, 좌측에는 아미타삼존(阿彌陀三尊) 일행이 구름을 타고 내영(來迎)하는 모습과 왕후장상(王侯將相), 선왕선후(先王先后), 북채를 든 뇌신(雷神), 우측에는 지장삼존(지장보살･도명존자･무독귀왕)과 인로왕보살(引路王菩薩)이 내영하는 모습이 묘사되어 있다.
이 불화는 19세기 중엽 이후 서울,경기 지역에서 유행한 감로왕도의 전형적인 도상을 보여주는 작품으로, 조성 당시 불교의 재의식 장면을 비롯하여 서민들의 생활상 등 수륙재(水陸齋)의식과 생활상을 충실히 묘사하였다. 이와 같은 감로도는 현재 수락산 감로도(1868년)를 비롯하여 경국사 감로도(1887년), 불암사 감로도(1890년), 봉은사 감로도(1892), 청룡사 감로도 (1898년), 보광사 감로도(1898년) 등에 남아있는데, 이 작품은 특히 다양한 인물들의 표현과 생동감 있는 자세 등의 연출로 인해 화면 전체가 생기 있는 분위기를 잘 보여준다. 뿐만 아니라 30여 명에 이르는 상궁들의 시주로 제작된 불화로서 당시 왕실에서의 불화발원을 생생하게 보여주고 있다.

## 참고 문헌
- 개운사 감로도 - 국가유산청 국가유산포털